# Christoph Förster (Mediziner)
Christoph Förster (* 30. Juli 1933 in Dresden; † 24. August 2009) war ein deutscher Mediziner.
Nach Promotion 1962 war er von 1972 bis 1998 Leiter der kinderneurologischen Abteilung der Kinderklinik im Dr. von Haunerschen Kinderspital der Universität München. Er habilitierte sich 1976 und wurde 1980 zum Universitätsprofessor berufen.
Schwerpunkt seiner wissenschaftlichen Arbeit war die Klinische Neurophysiologie und Neuropädiatrie.

## Publikationen
- Christoph Förster, Ekkehard Kazner: Spinales Angiom mit Querschnittslähmung bei Klippel-Trénaunay-Syndrom. In: Neuropediatrics. Band 4, Nr. 2, 1973, ISSN 0174-304X, S. 180–186, doi:10.1055/s-0028-1091739.
- Christoph Förster, Rudolf Meyendorf: Das klinische Bild idiopathischer psycho-organischer Hirnsyndrome im Präsenium („Jakob-Creutzfeldt-Syndrom“, „spongiöse Encephalopathie“). Archiv für Psychiatrie und Nervenkrankheiten, Band 217–218, Springer-Verlag, 1973, S. 1 ff.
- Klaus V. Toyka, Christoph Förster, Ernst Th. Mayer: Hydranencephalie versus Markporencephalie – differentialdiagnostische Kriterien. In: Archiv für Psychiatrie und Nervenkrankheiten. Band 224, Nr. 1. Springer, 1977, ISSN 0003-9373, S. 27–38, doi:10.1007/BF00342082.
- C. Förster, A. Merkenschlager (Hrsg.): Aktuelle Neuropädiatrie 1997. Nürnberg, Novartis Pharma GmbH 1998.